# Acueducto de Bejís

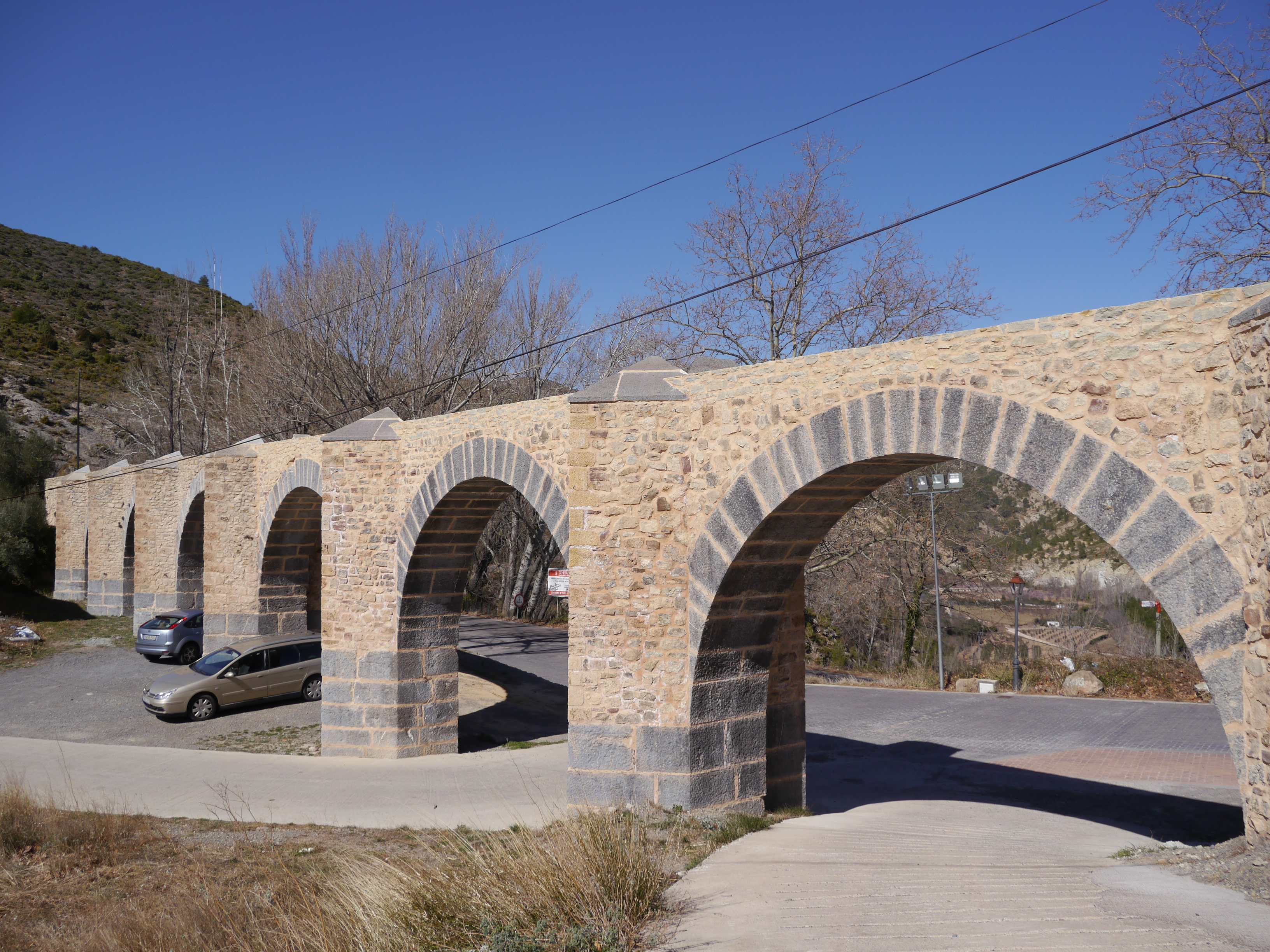
Acueducto de Bejís

Der Acueducto de Bejís ist ein im römischen Stil erbauter Aquädukt aus dem 16. Jahrhundert im Stadtgebiet von Bejís in der Provinz Castellón in der spanischen Autonomen Region Valencia.
Der Aquädukt hatte ursprünglich eine Länge von rund 125 Metern und sieben Bögen, davon sind 85 Meter und fünf Bögen aus Kalksteinquadern und pyramidenförmigen Spitzen erhalten geblieben. Sie stehen seit 1983 unter Denkmalschutz und wurden als Monumento Nacional in die Liste Bien de Interés Cultural eingetragen. In den Jahren 2008 und 2009 wurden umfangreiche Renovierungsarbeiten durchgeführt.